# Exechiopsis dryaspagensis
Exechiopsis dryaspagensis is een muggensoort uit de familie van de paddenstoelmuggen (Mycetophilidae). De wetenschappelijke naam van de soort is voor het eerst geldig gepubliceerd in 1977 door Chandler.